# Rema (geslacht)
Rema is een geslacht van vlinders van de familie spinneruilen (Erebidae), uit de onderfamilie Calpinae.

## Soorten
- R. bimacula Wileman & South, 1921
- R. costimacula Guenée, 1852
- R. tetraspila Walker, 1865